# Lista de viagens primo-ministeriais de Anthony Albanese
Esta é uma lista de viagens internacionais primo-ministeriais realizadas por Anthony Albanese, o 31º Primeiro-ministro da Austrália. Desde que assumiu o cargo em 23 de maio de 2022, Albanese visitou mais de 10 países ao longo de 12 viagens diplomáticas.

## Viagens por país

Países visitados por Anthony Albanese como Primeiro-ministro da Austrália (2022–).
Austrália
1 visita

| Número de visitas | País |
| ----------------- | --- |
| 1 visita          | Alemanha Brasil Camboja China Emirados Árabes Unidos Espanha Filipinas França Ilhas Cook Laos Lituânia Nova Zelândia Peru Samoa Singapura Tailândia Tonga Ucrânia Vietname |
| 2 visitas         | Fiji Índia Papua-Nova Guiné Reino Unido |
| +3 visitas        | Estados Unidos Indonésia Japão |

## 2022
| País | País                   | Local               | Data                   | Anfitrião           | Detalhes |
| ---- | ---------------------- | ------------------- | ---------------------- | ------------------- | --- |
| 1    | Japão                  | Tóquio              | 23–25 de maio          | Fumio Kishida       | Dois dias após sua vitória na eleição federal australiana de 2022 e apenas algumas horas depois de ser empossado, Albanese e a Secretária de Relações Exteriores Penny Wong viajaram para Tóquio para uma reunião pré-agendada do Diálogo de Segurança Quadrilateral. Albanese reuniu-se com o Primeiro-ministro japonês Fumio Kishida, o Primeiro-ministro indiano Narendra Modi e o Presidente dos Estados Unidos Joe Biden. |
| 2    | Indonésia              | JacartaBogorMacáçar | 5–7 de junho           | Joko Widodo         | Albanese realizou sua primeira visita oficial à Indonésia acompanhado por vários de seus recém-empossados ministros, o Representante Luke Gosling e líderes do setor empresarial. Albanese foi recebido pelo Presidente Joko Widodo no Palácio de Bogor para um passeio simbólico de bicicleta e uma posterior reunião bilateral. A delegação australiana também visitou Macáçar, uma cidade com laços históricos com os aborígines australianos e que sedia uma nova missão diplomática australiana.                                                 |
| 3    | Emirados Árabes Unidos | Dubai               | 27 de junho            | –                   | A caminho da Cúpula de Líderes da Organização do Tratado do Atlântico Norte, Albanese fez uma escala na Base aérea de Al Minhad e visitou as tropas da Força de Defesa Australiana em Camp Baird, nas proximidades de Dubai. |
| 3    | Espanha                | Madrid              | 27 de junho-1 de julho | Rei Filipe VI       | Albanese participou como convidado da Cúpula de Líderes da Organização do Tratado do Atlântico Norte em Madrid dada a condição da Austrália como parceiro comercial e militar da maior parte dos Estados-membros da organização. Albanese também teve reunião bilateral com outros líderes mundiais presentes na cimeira, incluindo o Presidente do Governo da Espanha Pedro Sánchez e o Primeiro-ministro canadense Justin Trudeau. |
| 3    | França                 | Paris               | 1-2 de julho           | Emmanuel Macron     | Albanese, que havia sido convidado a visitar o país em meados de junho pelo Presidente francês Emmanuel Macron, realizou a viagem na sequência de sua participação na Cúpula de Líderes da Organização do Tratado do Atlântico Norte. A reunião bilateral tratou de temas como a cooperação econômica entre os dois países tendo em vista novas acordos comerciais com a União Europeia, sendo também o primeiro encontro entre líderes das duas nações após o cancelamento abrupto de compra de submarinos franceses pelo governo de Scott Morrison. |
| 3    | Ucrânia                | KievButchaIrpin     | 3-4 de julho           | Volodymyr Zelenskyy | Albanese foi convidado a visitar a Ucrânia pelo Presidente ucraniano Volodymyr Zelenskyy e fez uma visita repentina na sequência de sua passagem por Paris. Albanese visitou locais destruídos durante a Invasão russa, incluindo Butcha e Irpin e anunciou ajuda militar australiana adicional para o país. A viagem não foi anunciada previamente devido a medidas de segurança do governo australiano e eventualmente tornou Albanese o primeiro chefe de governo do país a visitar a Ucrânia.                                                     |
| 4    | Fiji                   | Suva                | 13-14 de julho         | Sitiveni Rabuka     | Albanese participou do 51º Fórum das Ilhas do Pacífico em Suva, Fiji. Foi a primeira reunião do órgão internacional a contar com a presença de Albanese e a primeira vez que o Fórum das Ilhas do Pacífico se reuniu pessoalmente desde a pandemia de COVID-19. |
| 5    | Reino Unido            | Londres             | 16–20 de setembro      | Rei Carlos III      | Albanese juntou-se a diversos outros líderes internacionais, incluindo o Governador-geral da Austrália David Hurley no funeral de Estado da Rainha Isabel II. Posteriormente, Albanese participou de uma recepção oferecida pelo novo monarca, Carlos III, e também teve reuniões bilaterais com a Primeira-ministra Liz Truss e o Primeiro-ministro canadense Justin Trudeau. |
| 6    | Japão                  | Tóquio              | 26–28 de setembro      | Fumio Kishida       | Em sua segunda visita ao Japão, Albanese liderou uma comitiva com três de seus predecessores no cargo para o funeral de Estado do ex-Primeiro-ministro japonês Shinzo Abe, realizado em 27 de setembro. Paralelamente, o Primeiro-ministro australiano também teve uma reunião bilateral com a Vice-presidente dos Estados Unidos Kamala Harris. |
| 7    | Camboja                | Phnom Penh          | 11-14 de novembro      | Hun Sen             | Albanese participou da Cúpula do Leste Asiático, da Cúpula da Associação de Nações do Sudeste Asiático e da 2ª Cimeira Anual ASEAN-Austrália. |
| 8    | Indonésia              | Bali                | 11-17 de novembro      | Joko Widodo         | Albanese participou da 17ª Cúpula do G20 e realizou um discurso de abertura no Business 20 Summit junto ao Presidente da Indonésia Joko Widodo e ao Primeiro-ministro indiano Narendra Modi. |
| 8    | Tailândia              | Banguecoque         | 11-19 de novembro      | Prayuth Chan-ocha   | Albanese participou da 29ª Cúpula da Cooperação Econômica Ásia-Pacífico. |

## 2023
| País | País             | Local                     | Data                     | Anfitrião       | Detalhes |
| ---- | ---------------- | ------------------------- | ------------------------ | --------------- | --- |
| 9    | Papua-Nova Guiné | Porto MoresbyWewak        | 12-13 de janeiro         | James Marape    | Albanese participou do Diálogo Anual de Líderes ao lado do Primeiro-ministro papuásio James Marape. Posteriormente, o Primeiro-ministro australiano prestou homenagens na tumba de Michael Somare, líder político considerado "pai fundador" do país. A viagem foi originalmente planejada para dezembro do ano anterior, mas foi adiada devido a Albanese ter contraído o COVID-19. |
| 10   | Índia            | AmedabadeBombaimNova Déli | 8–11 de março            | Narendra Modi   | Albanese visitou Nova Déli para participar da Cúpula Anual de Líderes Austrália-Índia e encontrou-se com o Primeiro-ministro indiano Narendra Modi. Durante a visita, Albanese também liderou uma delegação de investidores australianos incluindo o Ministro do Comércio Don Farrell e a Ministra de Recursos Madeleine King na sequência do Acordo de Cooperação e Comércio Econômico (ECTA) firmado entre os dois países em 29 de dezembro de 2022. Albanese e Modi também prestigiaram o 4º Troféu Border–Gavaskar em Amedabade.                            |
| 11   | Estados Unidos   | San Diego                 | 11-13 de março           | Joe Biden       | Em sua primeira visita diplomática aos Estados Unidos, Albanese desembarcou no Aeroporto Internacional de San Diego em 11 de março. No dia seguinte, o primeiro-ministro australiano uniu-se ao seu homólogo britânico Rishi Sunak e ao Presidente dos Estados Unidos Joe Biden para um anúncio triparte do lançamento do "Acordo AUKUS", uma parceria que visa produzir e equipar submarinos nucleares pelas forças armadas de seus respectivos países. |
| 12   | Fiji             | Nadi                      | 15 de março              | Sitiveni Rabuka | Albanese visitou Fiji para realizar reuniões bilaterais com o novo Primeiro-ministro fijiano Sitiveni Rabuka. |
| 13   | Reino Unido      | 3-6 de maio               | Barrow-in-FurnessLondres | Rishi Sunak     | Acompanhado do Secretário de Defesa britânico Ben Wallace, Albanese visitou as instalações de produção de submarinos nucleares da parceria AUKUS em Cúmbria, no norte da Inglaterra. Albanese afirmou que a parceria trouxe ganhos econômicos e industriais para os australianos e que as trocas comerciais com o Reino Unido possuem "implicações" para a Austrália "desde a Segunda Guerra". Na última etapa de sua visita, Albanese juntou-se ao Governador-geral David Hurley na cerimônia de coroação de Carlos III, na Abadia de Westminster, em Londres. |
| 14   | Japão            | 19-21 de maio             | Hiroshima                | Fumio Kishida   | Albanese participou da 49.ª reunião de cúpula do G7 em Hiroshima, Japão. O líder australiano havia sido convidado a participar do evento considerando as amplas relações diplomáticas e comerciais entre os dois países apesar da Austrália não integrar oficialmente o G7. No evento, Albanese voltou a defender uma política mais sólida de desarmamento nuclear e afirmou à imprensa que busca diversificar as relações diplomáticas de seu país com nações do Sudeste asiático.                                                                             |

## 2024
| País | País             | Local          | Data              | Anfitrião           | Detalhes |
| ---- | ---------------- | -------------- | ----------------- | ------------------- | -------- |
| 15   | Papua-Nova Guiné | Kokoda         | 22–25 de abril    | James Marape        |          |
| 16   | Tonga            | Nucualofa      | 28–29 de agosto   | Siaosi Sovaleni     |          |
| 17   | Estados Unidos   | Wilmington     | 20–21 de setembro | Joe Biden           |          |
| 18   | Laos             | Vientiane      | 9–11 de outubro   | Thongloun Sisoulith |          |
| 19   | Samoa            | Apia           | 24–26 de outubro  | Naomi Mataʻafa      |          |
| 20   | Peru             | Lima           | 14–17 de novembro | Dina Boluarte       |          |
| 20   | Brasil           | Rio de Janeiro | 18–20 de novembro | Lula da Silva       |          |

## Eventos multilaterais
Albanese deverá comparecer aos seguintes eventos multilaterais durante seu governo:
| Organização                                                                                             | Evento                      | Ano                               | Ano                              | Ano                               | Ano                            |
| Organização                                                                                             | Evento                      | 2022                              | 2023                             | 2024                              | 2025                           |
| --- | --------------------------- | --------------------------------- | -------------------------------- | --------------------------------- | ------------------------------ |
| Nações Unidas                                                                                           | Assembleia Geral            | 23 de setembro, Nova Iorque       | 22 de setembro, Nova Iorque      | 22 de setembro, Nova Iorque       | 23 de setembro, Nova Iorque    |
| Nações Unidas                                                                                           | COP                         | 6-18 de novembro, Sharm el-Sheikh | 30 de novembro, Dubai            | 11–22 de novembro, Bacu           | 10 de novembro, Belém          |
| G20 | Cúpula do G20               | 15–16 de novembro, Bali           | 9–10 de setembro, Nova Deli      | 18–19 de novembro, Rio de Janeiro | 22–23 de novembro, Joanesburgo |
| ASEAN                                                                                                   | Cúpula do Leste Asiático    | 10–13 de novembro, Phnom Penh     | 6–7 de setembro, Jacarta         | 10–11 de outubro, Vietnane        | A ser definido, Kuala Lumpur   |
| OTAN | Cimeira da OTAN             | 28–30 de junho, · Espanha Madrid  | 11–12 de julho, Vilnius          | 9–11 de julho, Washington, D.C.   | 24–26 de junho, Haia           |
| APEC | Cimeira da APEC             | 18–19 de novembro, Banguecoque    | 15–17 de novembro, São Francisco | 15–16 de novembro, Lima           | Novembro, Gyeongju             |
| QUAD | QUAD                        | 24 de maio, Tóquio                | 20 de maio, Hiroshima            | 21 de setembro, Wilmington        | A ser definido, Nova Déli      |
| Commonwealth                                                                                            | CHOGM                       | 24–25 de junho, Quigali           | —                                | 25–26 de outubro, Apia            | —                              |
| Fórum das Ilhas do Pacífico                                                                             | Fórum das Ilhas do Pacífico | 13–14 de julho, Suva              | 6–10 de novembro, Rarotonga      | 26–30 de agosto, Nucualofa        | Setembro, Honiara              |
| Evento anunciado ou previsto. Albanese não compareceu ao evento. Evento não foi anunciado ou realizado. |                             |                                   |                                  |                                   |                                |